# Michał Majewski (fizyk)
Michał Majewski (ur. 31 sierpnia 1930 w Koreliczach, zm. 3 sierpnia 2024) – polski fizyk, dr hab., prof nadzw. UŁ.

## Życiorys
Studiował na Uniwersytecie Moskiewskim, w 1964 r. uzyskał doktorat, w 1995 r. habilitował się. Pracował na stanowisku profesora w Katedrze Fizyki Teoretycznej, Instytucie Fizyki na Wydziale Fizyki i Chemii Uniwersytetu Łódzkiego.